# سيصور
السيصور أو الهَيْصُور (الاسم العلمي: Sisor) هو جنس من الأسماك يتبع الفصيلة السيصورات من رتبة سلوريات الشكل.

## أنواع السيصور
- سيصور نهر باراك
- سيصور بنغالي
- سيصور باكستاني
- سيصور عصوي
- سيصور أليف الجريان
- سيصور عضلي